# Kendry Páez
Kendry Páez, né le 4 mai 2007 à Guayaquil (Équateur), est un footballeur international équatorien qui évolue au poste de milieu offensif ou ailier droit au RC Strasbourg en prêt du Chelsea FC.

## Biographie

### Carrière en club
Né à Guayaquil, dans la province équatorienne du Guayas, Kendry Páez est formé à l'Independiente del Valle, où il s'illustre dès les équipes de jeunes. Il attire notamment l'attention de plusieurs clubs européens en 2022, lors du Next Generation Trophy organisé à Salzbourg, en Autriche, par l'académie Red Bull, dont il est élu meilleur joueur,,,.
Il est promu dans l'équipe première de l'Independiente en amont de la saison 2023, âgé alors de seulement quinze ans.
Le 25 février 2023, il est buteur à ses débuts en professionnel, marquant le troisième but d'une victoire 3-1 Serie A équatorienne contre le Mushuc Runa. Ce faisant, il devient le plus jeune joueur et le plus jeune buteur de l'histoire du championnat équatorien.

### Chelsea FC (2025-)
Le 5 juin 2023, Páez signe au Chelsea FC en Premier League, qu’il rejoindra une fois qu’il aura atteint ses 18 ans, à l’été 2025,.

### Pret au RC Strasbourg (2025-2026)
Le 31 juillet 2025, le RC Strasbourg annonce la signature de Páez en prêt du Chelsea FC pour la saison 2025-2026.

### Carrière en sélection
Paéz est international équatorien en équipes de jeunes, jouant avec les moins de 17 ans, où il s'illustre comme buteur,. Il est néanmoins retenu par son club alors que l'équipe équatorienne des moins de 20 ans dispute le Championnat sud-américain 2023.
En mars 2023 il est sélectionné avec les moins de 17 ans pour le Championnat continental 2023. Titulaire indiscutable lors de la compétition, il s'illustre dès le premier match contre le Brésil, auteur de la passe décisive pour le but de Geremy de Jesús qui permet aux siens d'arracher le match nul 2-2.

## Statistiques

### Détaillées
| Saison                | Club                    | Championnat           | Championnat | Championnat | Championnat | Coupe(s) nationale(s) | Coupe(s) nationale(s) | Coupe(s) nationale(s) | Compétition(s) continentale(s) | Compétition(s) continentale(s) | Compétition(s) continentale(s) | Compétition(s) continentale(s) | Total | Total | Total |
| Saison                | Club                    | Division              | M.          | B.          | P.d.        | M.                    | B.                    | P.d.                  | Comp.                          | M.                             | B.                             | P.d.                           | M.    | B.    | P.d.  |
| 2023                  | Independiente del Valle | Série A               | 24          | 5           | 1           | -                     | -                     | -                     | CL                             | 5                              | 0                              | 0                              | 29    | 5     | 1     |
| 2022-2023             | Independiente del Valle | Série A               | 27          | 7           | 3           | 6                     | 0                     | 0                     | CL+CS                          | 6+2                            | 1+0                            | 2+0                            | 41    | 8     | 5     |
| Sous-total            | Sous-total              | Sous-total            | 51          | 12          | 4           | 6                     | 0                     | 0                     | -                              | 13                             | 1                              | 2                              | 70    | 13    | 6     |
| 2025-2026             | RC Strasbourg (prêt)    | Ligue 1               | -           | -           | -           | -                     | -                     | -                     | -                              | -                              | -                              | -                              | 0     | 0     | 0     |
| Total sur la carrière | Total sur la carrière   | Total sur la carrière | 51          | 12          | 4           | 6                     | 0                     | 0                     | -                              | 13                             | 1                              | 2                              | 70    | 13    | 6     |

### En sélection nationale
| Saison                | Sélection             | Phases finales        | Phases finales | Phases finales | Phases finales | Éliminatoires CDM | Éliminatoires CDM | Éliminatoires CDM | Matchs amicaux | Matchs amicaux | Matchs amicaux | Total | Total | Total |
| Saison                | Sélection             | Compétition           | M              | B              | Pd             | M                 | B                 | Pd                | M              | B              | Pd             | M     | B     | Pd    |
| --------------------- | --------------------- | --------------------- | -------------- | -------------- | -------------- | ----------------- | ----------------- | ----------------- | -------------- | -------------- | -------------- | ----- | ----- | ----- |
| 2023-2024             | Équateur              | Copa América 2024     | 4              | 1              | 0              | 5                 | 1                 | 1                 | 4              | 0              | 1              | 13    | 2     | 2     |
| 2024-2025             | Équateur              | -                     | -              | -              | -              | 4                 | 0                 | 0                 | -              | -              | -              | 4     | 0     | 0     |
| Total sur la carrière | Total sur la carrière | Total sur la carrière | 4              | 1              | 0              | 9                 | 1                 | 1                 | 4              | 0              | 1              | 17    | 2     | 2     |

## Palmarès
| Independiente del Valle - Recopa Sudamericana (1) - Vainqueur en 2023 (en) - Supercoupe d'Équateur (1) - Vainqueur en 2023 (en) |